# Julie Gregg
Julie Gregg, nata Beverly Scalzo (New York, 24 gennaio 1937 – Van Nuys, 7 novembre 2016), è stata un'attrice statunitense di origini italiane, conosciuta per l'interpretazione di Sandra Corleone, moglie di Santino "Sonny" Corleone, nel film Il padrino di Francis Ford Coppola.
Ha lavorato anche in diversi musical a Broadway, per uno dei quali ha ricevuto una nomination al Tony Award nel 1965.

## Filmografia parziale

### Cinema
- Il padrino (The Godfather), regia di Francis Ford Coppola (1972)
- L'uomo della Mancha (Man of La Mancha), regia di Arthur Hiller (1972)
- The Kill Reflex, regia di Fred Williamson (1989)

### Televisione
- Bonanza – serie TV, episodio 7x09 (1965)
- Iron Horse – serie TV, episodio 1x27 (1967)
- Detective anni trenta (Banyon) – serie TV (1972-1973)
- F.B.I (The F.B.I.) – serie TV, episodio 9x21 (1974)
- Kojak – serie TV, episodio 2x06 (1974)
- L'incredibile Hulk (The Incredible Hulk) – serie TV, episodio 1x08 (1978)